# Джейн Менсфілд
Віра Джейн Менсфілд (англ. Vera Jayne Mansfield, до шлюбу Палмер (англ. Palmer); 19 квітня 1933, Брін-Мауер, Пенсільванія, США — 29 червня 1967, Луїзіана, США) — американська кіноакторка та співачка, яка досягла успіху як на Бродвеї, так і в Голлівуді. Менсфілд, неодноразово з'являлася на сторінках журналу Playboy, поряд з Мерілін Монро була одним із секс-символів 1950-х.
За свою акторську кар'єру Джейн була удостоєна «Світової театральної премії», а також премій «Золотий глобус» і «Золотий лавр». У Голлівуді Менсфілд з'явилася в кількох популярних фільмах, де втілила образ сексуальної блондинки з шикарними формами у відвертих вбраннях. Все ж її кар'єра виявилася недовговічною, і в 1960-х вона перемістилася на менш значущі ролі в мелодрами і комедії. Незважаючи на це, вона як і раніше залишалася популярною зіркою, продовжувала збирати натовпи — успішно виступаючи в нічних клубах і ресторанах і в ексклюзивних турах за межами США.
Джейн Менсфілд тричі була одружена, народила п'ятьох дітей. Від другого шлюбу з культуристом Міккі Харгитеєм мала троє дітей: Міклош, Золтан і Маріска Гарґітай.
Менсфілд загинула в автокатастрофі у віці 34 років. Після вечірнього виступу 28 червня 1967 року в Білоксі (штат Міссісіпі) Менсфілд, її коханий Сем Броді, особистий водій Ронні Гаррісон і троє її дітей виїхали в Новий Орлеан, де акторці належало ранкове інтерв'ю. 29 червня приблизно о 2:25 їхній автомобіль зіткнувся з автопоїздом і полетів під нього. Троє дорослих, які сиділи на передньому сидінні, загинули миттєво, в той час як діти, що знаходилися на задніх кріслах автомобіля, отримали лише незначні травми. Ходили чутки, які пізніше переросли в міську легенду, що в цій аварії Менсфілд відірвало голову.

## Фільмографія

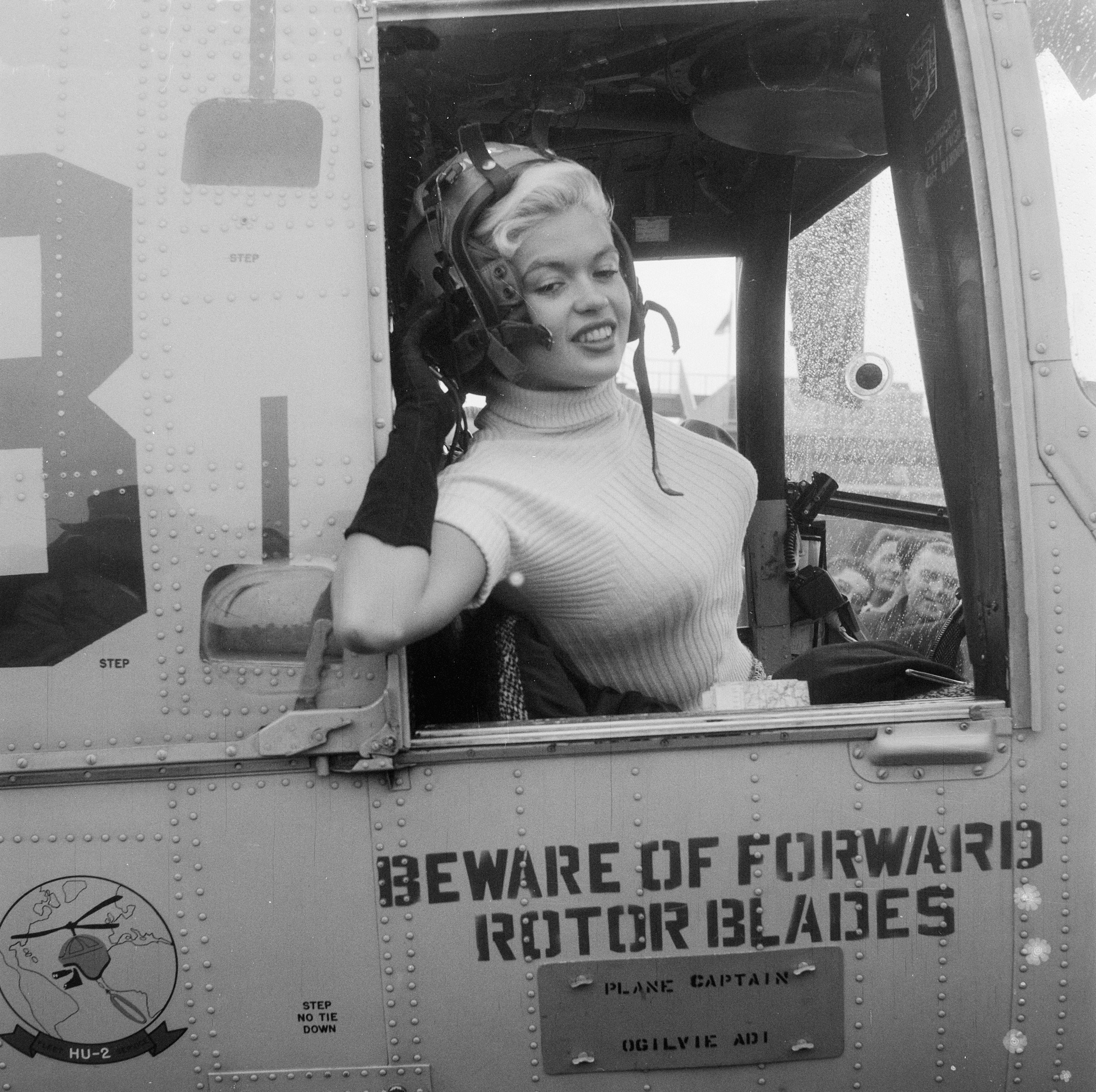
Роттердам, 1957 рік

| Рік        |   | Українська назва                                    | Оригінальна назва                          | Роль                                   |
| ---------- | - | --------------------------------------------------- | ------------------------------------------ | -------------------------------------- |
| 1954       | ф | Жіночий вікенд                                      | Female Jungle                              | Кенді Прайс                            |
| 1955       | ф | Пекло над Фріско-Бей                                | Hell on Frisco Bay                         |                                        |
| 1955       | ф | Блюз Піта Келлі                                     | Pete Kelly's Blues                         | Дівчина із цигарками                   |
| 1955       | ф | Беззаконня                                          | Illegal                                    | Енджел О'Хара                          |
| 1956       | ф | Ця дівчина не може інакше                           | The Girl Can't Help It                     | Джеррі Джордан                         |
| 1957       | ф | Зломщик                                             | The Burglar                                | Гледден                                |
| 1957       | ф | Заблудлий автобус                                   | The Wayward Bus                            | Камілла Оукс                           |
| 1957       | ф | Чи зіпсує успіх Рока Хантера?                       | Will Success Spoil Rock Hunter?            | Рита Марлов                            |
| 1957       | ф | Поцілуй їх за мене                                  | Kiss Them for Me                           | Еліс Кратцнер                          |
| 1958       | ф |                                                     | The Sheriff of Fractured Jaw               | Кэт                                    |
| 1960       | ф | Любовні подвиги Геракла / Подвиги Геракла: Яд Гідри | Amori di Ercole, Gli                       | Деяніра/ Іпполіта                      |
| 1960       | ф | Виклик                                              | The Challenge                              | Біллі                                  |
| 1961       | ф | Занадто гаряче, щоб схопити                         | Too Hot to Handle                          | Midnight Franklin                      |
| 1961       | ф | Історія Джорджа Рафта                               | The George Raft Story                      | Ліза Ленг                              |
| 1962       | ф | Це сталося в Афінах                                 | It Happened in Athens                      | Eleni Costa                            |
| 1962       | ф | 23 червня (док. тв-серіал)                          | Lykke og krone                             | камео                                  |
| 1959—1963  | с | Шоу Реда Скелтона                                   | Red Skelton Show, The                      |                                        |
| 1962 —1965 | с | Година Альфреда Хічкока                             | Alfred Hitchcock Hour, The                 |                                        |
| 1963       | ф | Туга за Сан-Паулі                                   | Heimweh nach St. Pauli                     | Евелін                                 |
| 1963       | ф | Обіцянки! Обіцянки!                                 | Promises! Promises! / Promise Her Anything | Сенді Брукс                            |
| 1963       | ф | Правосуддя Берка                                    | Burke's Law                                |                                        |
| 1964       | ф | Один з'їдає іншого                                  | Dog Eat Dog                                | Darlene/ Mrs. Smithopolis              |
| 1964       | ф | Примітивне кохання                                  | L'Amore Primitivo                          | доктор Джейн                           |
| 1964       | ф | Кнопка тривоги                                      | Panic Button                               | Анджела                                |
| 1964       | ф | Чоловічий пікнік                                    | Herrenpartie                               |                                        |
| 1966       | ф |                                                     | The Las Vegas Hillbillys                   | Tawny                                  |
| 1966       | ф | Товстий шпигун                                      | The Fat Spy                                | Junior Wellington                      |
| 1967       | ф | Керівництво для одруженого чоловіка                 | A Guide for the Married Man                | технічний радник (дівчина з Гарольдом) |
| 1967       | ф |                                                     | Spree (документальний)                     |                                        |
| 1967       | ф | Світ Голлівуда (документальний)                     | Mondo Hollywood                            |                                        |
| 1968       | ф | Мебльована кімната                                  | Single Room Furnished                      | Johnnie/ Mae/ Eileen                   |
| 1968       | ф | Дикий, дикий світ Джейн Менсфілд (документальний)   | The Wild, Wild World of Jayne Mansfield    |                                        |

## Нагороди
- Золотий глобус 1957 — «Краща актриса» («Автобус, що заблукав»)

## Пам'ять
У 1980 році в США вийшов біографічний фільм «Історія Джейн Менсфілд». У головній ролі Лоні Андерсон.